# فاطمة محمد شعبان
فاطمة محمد شعبان (مواليد 1965) كاتبة عمانية. وهي أول امرأة عمانية تنشر مجموعة قصصية قصيرة.

## أعمال
- طارق الندم (خضع لحزن)، 1994.
- مؤيد معاذ القدر (اللقاء من خلال القدر)، 2001.